# Maria Sajdak

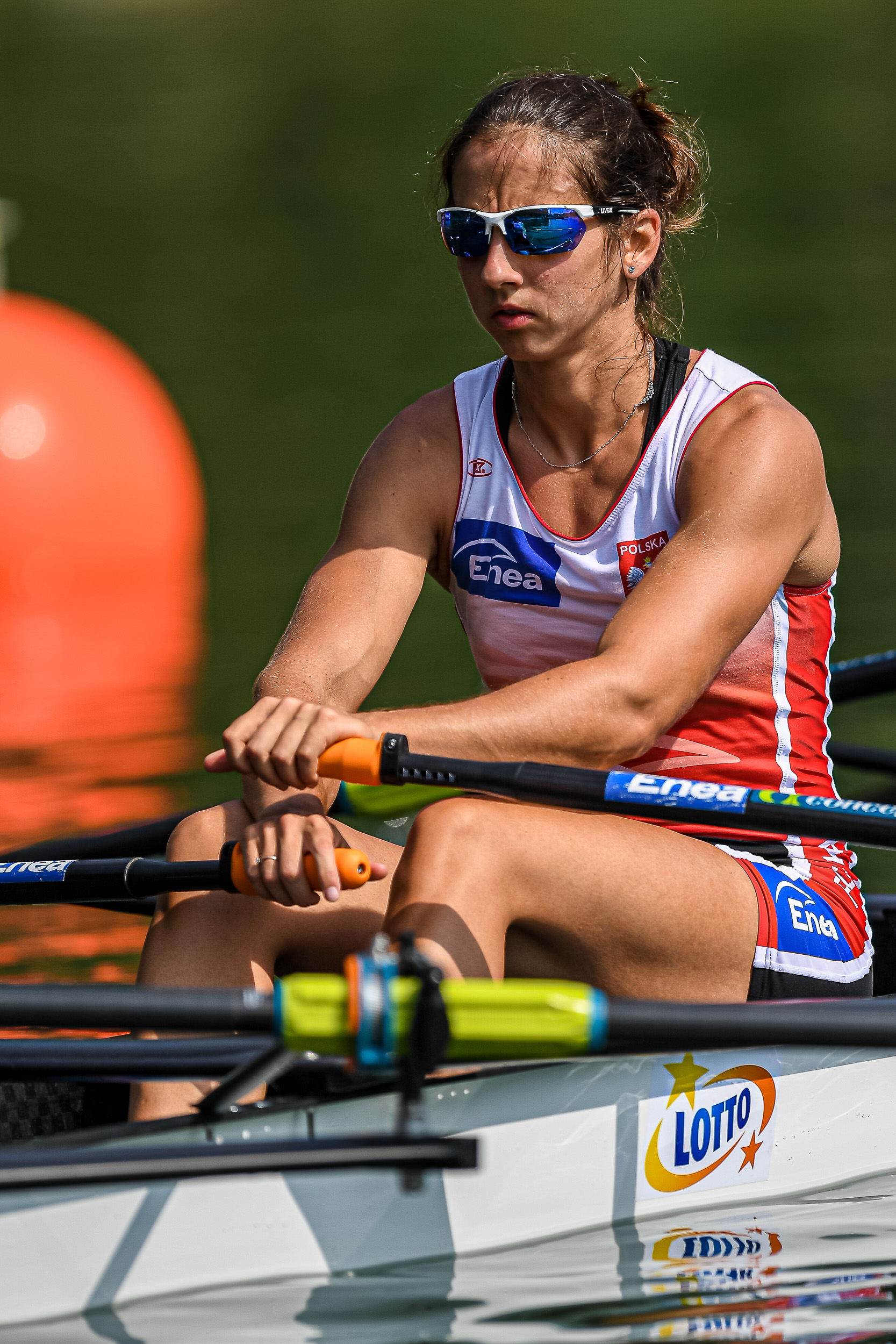
Maria Springwald (2019)

Maria Sajdak, vor Heirat Maria Springwald (* 30. Juli 1991 in Krakau) ist eine polnische Ruderin. Sie gewann 2016 eine olympische Bronzemedaille und 2021 eine olympische Silbermedaille.

## Sportliche Karriere
Maria Springwald begann 2004 mit dem Rudersport. Bei den U23-Weltmeisterschaften 2012 erreichte sie mit dem polnischen Doppelvierer den vierten Platz, im Jahr darauf gewann sie im Doppelvierer die Silbermedaille bei den U23-Weltmeisterschaften. Im gleichen Jahr belegte sie bei den Europameisterschaften 2013 den fünften Platz mit dem Doppelvierer. Im Jahr darauf gewann der polnische Doppelvierer mit Agnieszka Kobus, Maria Springwald, Joanna Dittmann und Monika Ciaciuch die Bronzemedaille bei den Europameisterschaften in Belgrad. Bei den Weltmeisterschaften 2014 belegte der Vierer mit Sylwia Lewandowska, Joanna Leszczyńska, Springwald und Kobus den achten Platz. 2015 erkämpfte der polnische Doppelvierer mit Kobus, Leszczyńska, Springwald und Ciaciuch Bronze bei den Europameisterschaften vor heimischem Publikum in Posen. Mit dem vierten Platz bei den Weltmeisterschaften 2015 qualifizierte sich der polnische Doppelvierer für die Olympischen Sommerspiele 2016. In die Olympiasaison startete der polnische Doppelvierer in der gleichen Besetzung wie im Vorjahr mit einem Sieg beim Ruder-Weltcup in Varese. Bei den Europameisterschaften 2016 gewannen die Polinnen die Silbermedaille hinter dem deutschen Boot. Bei den Olympischen Spielen in Rio de Janeiro gewann der polnische Doppelvierer die Bronzemedaille.
Auch im neuen Olympiazyklus ruderte Springwald im polnischen Doppelvierer. Das Quartett aus Agnieszka Kobus, Marta Wieliczko, Springwald und Katarzyna Zillmann dominierte den Ruder-Weltcup mit drei Einzelsiegen, belegte bei den Europameisterschaften jedoch nur den vierten Rang. Zum Abschluss der Saison gelang hinter der niederländischen Auswahl der Gewinn der Silbermedaille bei den Weltmeisterschaften in Florida. 2018 gewann der polnische Doppelvierer in der gleichen Besetzung wie im Vorjahr den Titel bei den Europameisterschaften in Glasgow. Anderthalb Monate später gewann der polnische Doppelvierer auch den Titel bei den Weltmeisterschaften in Plowdiw. 2019 belegte der polnische Doppelvierer den vierten Platz bei den Europameisterschaften in Luzern. Drei Monate später siegten bei den Weltmeisterschaften in Linz die Chinesinnen vor den polnischen Titelverteidigerinnen.
2021 trat sie nach Heirat unter ihrem neuen Namen an. Bei den Europameisterschaften in Varese belegte sie mit dem polnischen Doppelvierer den siebten Platz. Drei Monate später bei den Olympischen Spielen in Tokio belegte der polnische Doppelvierer in der Besetzung Agnieszka Kobus-Zawojska, Marta Wieliczko, Maria Sajdak und Katarzyna Zillmann sowohl im Vorlauf als auch im Finale den zweiten Platz hinter den Chinesinnen.